# دسی‌بل (فیلم)
دسی‌بل (کره‌ای: 데시벨) یک فیلم اکشن محصول سال ۲۰۲۲ کره جنوبی به کارگردانی هوانگ این هو و با بازی کیم ره وون، لی جونگ سوک، جونگ سانگ هون، پارک بیونگ اون و چا اون وو است. این فیلم در ۱۶ نوامبر ۲۰۲۲ منتشر شد.

## بازیگران
- کیم ره وون در نقش کانگ دو یونگ[۴]
- لی جونگ سوک در نقش جون ته سونگ[۴]
- جونگ سانگ هون در نقش اوه ده هو[۴]
- پارک بیونگ اون در نقش چا یونگ هان[۴]
- چا اون وو در نقش جون ته ریونگ[۴]